# Carmenta ogalala
Carmenta ogalala is een vlinder uit de familie wespvlinders (Sesiidae), onderfamilie Sesiinae.
Carmenta ogalala is voor het eerst wetenschappelijk beschreven door Engelhardt in 1946. De soort komt voor in het Nearctisch gebied.